# Afromeconema felicis
Afromeconema felicis är en insektsart som beskrevs av Massa 1997. Afromeconema felicis ingår i släktet Afromeconema och familjen vårtbitare. Inga underarter finns listade i Catalogue of Life.